# Umifenovir
Umifenovir  (tên thương mại tiếng Nga: Арбидол tiếng Nga: Арбидол, Trung Quốc  là một virus điều trị cúm nhiễm sử dụng trong Nga  và Trung Quốc. Thuốc được sản xuất bởi Pharmst Standard (tiếng Nga: Фармстандарт). Mặc dù một số nghiên cứu của Nga đã cho thấy nó có hiệu quả, nhưng nó không được chấp thuận sử dụng ở các nước phương Tây. Về mặt hóa học, umifenovir có lõi indole, được chức năng hóa ở tất cả trừ một vị trí với các nhóm thế khác nhau. Thuốc ức chế sự xâm nhập của virus vào các tế bào đích và cũng kích thích phản ứng miễn dịch.
Umifenovir được sản xuất và cung cấp dưới dạng viên nén và viên nang.

## Trạng thái
Thử nghiệm hiệu quả của umifenovir chủ yếu xảy ra ở Trung Quốc và Nga, và nó được biết đến ở hai quốc gia này. Một số thử nghiệm của Nga cho thấy thuốc có hiệu quả  và so sánh trực tiếp với Tamiflu cho thấy hiệu quả tương tự trong ống nghiệm và trong môi trường lâm sàng.

## Phương thức tác động

### Hóa sinh
Umifenovir ức chế phản ứng tổng hợp màng. Umifenovir ngăn chặn sự tiếp xúc giữa virus và tế bào chủ đích. Sự kết hợp giữa capsid virus và màng tế bào của tế bào đích bị ức chế. Điều này ngăn chặn sự xâm nhập của virus vào tế bào đích và do đó bảo vệ nó khỏi bị nhiễm trùng.
Một số bằng chứng cho thấy rằng hành động của thuốc có hiệu quả hơn trong việc ngăn ngừa nhiễm trùng từ virus RNA so với nhiễm trùng từ virus DNA.
Cũng như hành động chống vi-rút cụ thể chống lại cả vi-rút cúm A và cúm B, umifenovir thể hiện tác dụng điều chỉnh trên hệ thống miễn dịch. Thuốc kích thích đáp ứng miễn dịch thể dịch, gây ra sản xuất interferon và kích thích chức năng thực bào của đại thực bào.

### Ứng dụng lâm sàng
Umifenovir được sử dụng chủ yếu như một phương pháp điều trị chống vi-rút cúm. Thuốc cũng đã được điều tra như là một loại thuốc ứng cử để điều trị viêm gan C. 
Một nghiên cứu gần đây hơn (được xuất bản trực tuyến dưới dạng bản thảo được chấp nhận bởi Tạp chí Virology) của Pécheur et al. chỉ ra rằng umifenovir cũng có hiệu quả trong ống nghiệm tại entry ngăn chặn của Ebolavirus Zaïre Kikwit, Tacaribe arenavirus và con người virus herpes 8 trong nuôi cấy tế bào động vật có vú, đồng thời khẳng định tác dụng ức chế umifenovir của in vitro trên Viêm gan siêu vi B và poliovirus nhiễm của các tế bào động vật có vú khi giới thiệu hoặc trước nhiễm virus hoặc trong quá trình nhiễm trùng.

## Tác dụng phụ
Tác dụng phụ ở trẻ em bao gồm mẫn cảm với thuốc. Không có trường hợp quá liều đã được báo cáo và phản ứng dị ứng được giới hạn ở những người quá mẫn cảm. LD50 là hơn 4 g/kg.